# Le Duel d'Hamlet
Le Duel d'Hamlet je francouzský němý film z roku 1900. Režisérem je Clément Maurice (1853–1933). Film trvá necelé dvě minuty a premiéru měl 1. října 1900 na Světové výstavě v Paříži.
Jedná se pravděpodobně o první filmovou adaptaci divadelní hry Hamlet od Williama Shakespeara. Hlavního hrdinu ztvárnila slavná francouzská divadelní herečka Sarah Bernhardt, pro kterou to byla první a poslední filmová role před jejím vážným zraněním kolene v roce 1905. K filmu existoval zvukový záznam hlasů herců, který byl během promítání synchronizován s dějem.

## Děj
Film zobrazuje šermířský souboj mezi Hamletem a Laertem.

## Obsazení
| Sarah Bernhardt | Hamlet  |
| Pierre Magnier  | Laertes |
| Suzanne Seylor  | páže    |